# Erzbistum Thare und Nonseng
Das Erzbistum Thare und Nonseng (lat.: Archidioecesis Tharensis et Nonsengensis, Thai: เขตมิสซังท่าแร่-หนองแสง) ist eine in Thailand gelegene römisch-katholische Erzdiözese in Nordost-Thailand. Es umfasst die Provinzen Kalasin, Mukdahan, Nakhon Phanom und Sakon Nakhon. Die Bischofskirche, die Erzengel-Michael-Kathedrale (thailändisch อาสนวิหารอัครเทวดามีคาแอล), befindet sich in dem kleinen Ort Tha Rae bei Sakon Nakhon, die Verwaltung der Erzdiözese sitzt jedoch in der Stadt Sakon Nakhon selbst. Der zweite Teil des Namens bezieht sich auf Nong Saeng, einem Stadtteil von Nakhon Phanom, die dortige St.-Anna-Kirche (โบสถ์นักบุญอันนา) hat einen Status als Konkathedrale. 
Der Anteil von Katholiken an der Gesamtbevölkerung im Gebiet der Diözese liegt mit 1,5 % deutlich über dem landesweiten Durchschnitt (insgesamt sind weniger als 0,5 % der Thailänder katholisch).

## Geschichte
Papst Leo XIII. gründete im Jahr 1899 das Apostolische Vikariat Laos als Ausgliederung aus dem Apostolischen Vikariat Ost-Siam. Am 21. Oktober 1950 nahm es, nachdem es alle zum Staat Laos gehörenden Gebiete verloren hatte, den Namen Apostolisches Vikariat Thare an.
Am 25. März 1960 nahm es den Namen Apostolisches Vikariat Thare und Nonseng an. Mit der Bulle Qui in fastigio wurde es am 18. Dezember 1965 in den Rang eines Metropolitanbistums erhoben.
Teile seines Territoriums verlor es zugunsten der Errichtung folgender Bistümer:
- 14. Juni 1938 an die Apostolische Präfektur Vientiane
- 21. Oktober 1950 an die Apostolische Präfektur Savannakhet
- 7. Mai 1951 an das Apostolische Vikariat Ubon
- 7. Mai 1951 an die Apostolische Präfektur Udonthani

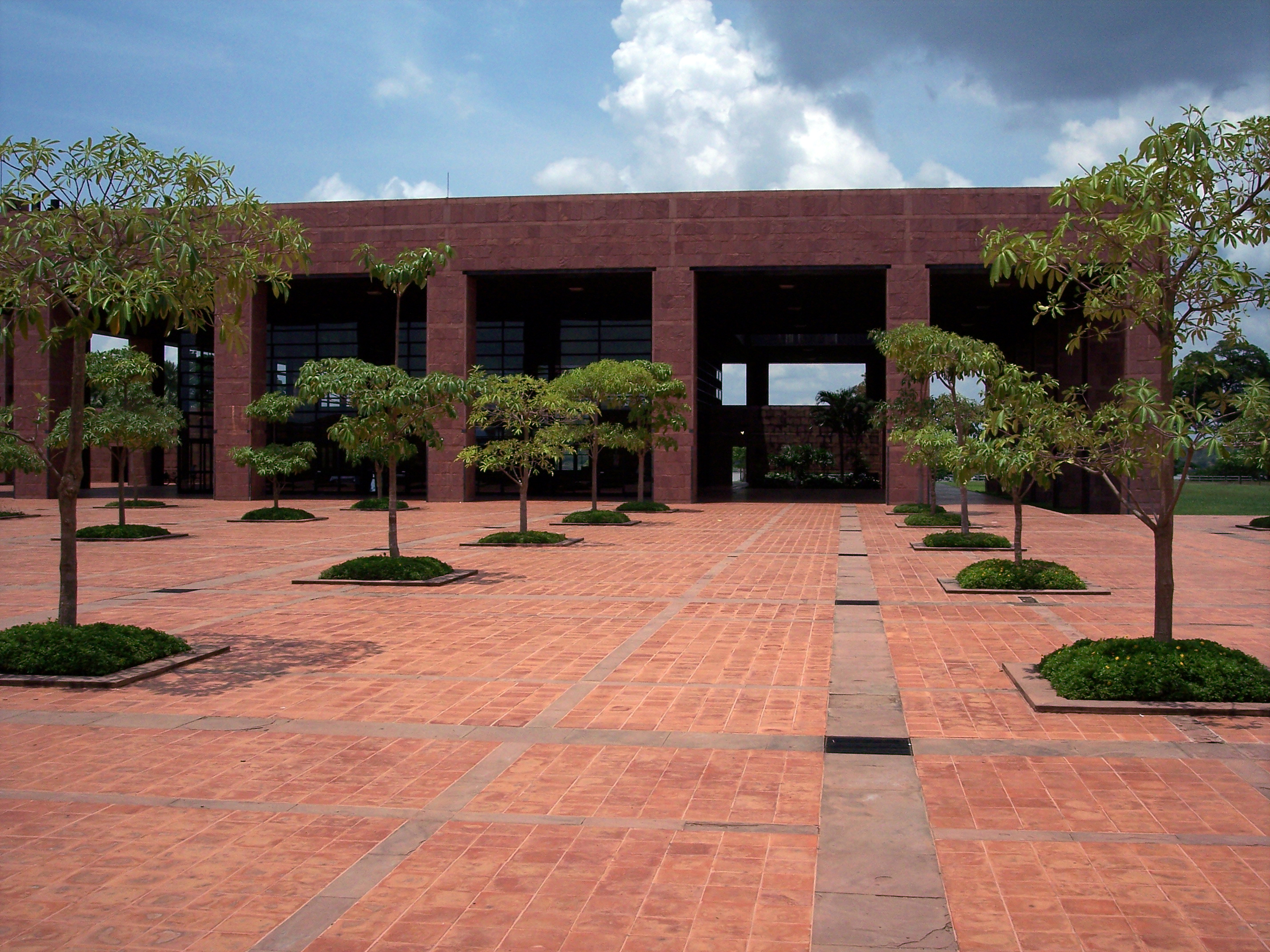
Schrein der sieben Märtyrer Thailands in Song Khon (Provinz Mukdahan)

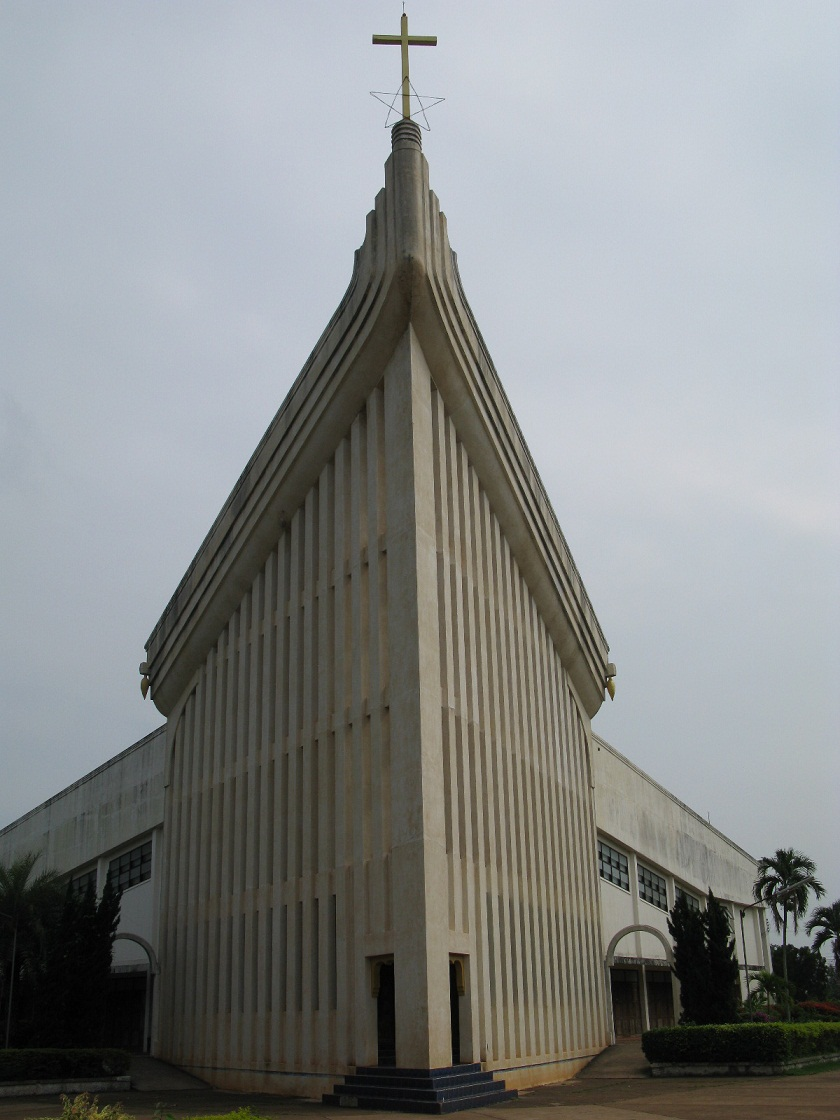
Erzengel-Michael-Kathedrale in Tha Rae

Im Dorf Song Khon (Amphoe Wan Yai, Provinz Mukdahan) erschossen im Dezember 1940, während des Französisch-Thailändischen Kriegs thailändische Polizisten sieben thailändische Katholiken, die verdächtigt wurden, für Frankreich zu spionieren. Dabei mag aber auch eine Rolle gespielt haben, dass die radikal nationalistische Militärregierung von Plaek Phibunsongkhram generell alles „Fremde“ ablehnte und das Christentum als „fremde Religion“ ansah. Unter den Getöteten waren ein Katechet, zwei Ordensschwestern von der Liebe zum Heiligen Kreuz und vier Laiinnen (davon drei Mädchen im Alter von 14 bis 16 Jahren). Sie wurden als Märtyrer des Glaubens 1989 durch Papst Johannes Paul II. seliggesprochen. Die 1995 erbaute, den sieben Märtyrern gewidmete Wallfahrtskirche Unserer Lieben Frau in Song Khon ist eine der größten christlichen Kirchen in Thailand.

## Ordinarien

### Apostolische Vikare von Laos
- Marie-Joseph Cuaz M.E.P. (12. Mai 1899 bis 26. April 1912)
- Constant-Jean-Baptiste Prodhomme MEP (2. Juni 1913 bis 20. August 1920)
- Ange-Marie-Joseph Gouin MEP (27. April 1922 bis 1. Juli 1943)
- Henri-Albert Thomine MEP (13. Juli 1944 bis 21. März 1945)
- Claude-Philippe Bayet MEP (10. April 1947 bis 21. Dezember 1950)

### Apostolische Vikare von Thare
- Claude-Philippe Bayet MEP (21. Dezember 1950 bis 7. März 1953, dann Apostolischer Vikar von Ubon)
- Michael Mongkhol On Prakhongchit (7. Mai 1953 bis 23. Januar 1958)
- Michel Kien Samophithak (12. Februar 1959 bis 25. März 1960)

### Apostolischer Vikar von Thare und Nonseng
- Michel Kien Samophithak (25. März 1960 bis 18. Dezember 1965)

### Erzbischöfe von Thare und Nonseng
- Michel Kien Samophithak (18. Dezember 1965 bis 6. März 1980)
- Lawrence Khai Saen-Phon-On (6. März 1980 bis 14. Mai 2004)
- Louis Chamniern Santisukniram (1. Juli 2005 bis 13. Mai 2020)
- Anthony Weradet Chaiseri (seit 13. Mai 2020)

## Statistik
| Jahr | Bevölkerung | Bevölkerung | Bevölkerung | Priester   | Priester           | Priester         | Priester               | Ständige Diakone | Ordensleute | Ordensleute | Pfarreien |
| Jahr | Katholiken  | Einwohner   | %           | Gesamtzahl | Diözesan- priester | Ordens- priester | Katholiken je Priester | Ständige Diakone | männlich    | weiblich    | Pfarreien |
| ---- | ----------- | ----------- | ----------- | ---------- | ------------------ | ---------------- | ---------------------- | ---------------- | ----------- | ----------- | --------- |
| 1950 | 24.500      | ?           | ?           | 27         | 27                 |                  | 0.907                  |                  |             | 103         |           |
| 1970 | 25.153      | 1.500.000   | 1,7         | 31         | 24                 | 7                | 0.811                  |                  | 7           | 072         |           |
| 1980 | 34.918      | 2.179.808   | 1,6         | 23         | 20                 | 3                | 1.518                  |                  | 3           | 074         | 15        |
| 1990 | 41.917      | 2.697.000   | 1,6         | 29         | 29                 |                  | 1.445                  |                  |             | 092         | 28        |
| 1999 | 48.229      | 3.113.865   | 1,5         | 49         | 49                 |                  | 0.984                  |                  |             | 095         | 32        |
| 2000 | 48.887      | 3.117.179   | 1,6         | 47         | 47                 |                  | 1.040                  |                  |             | 092         | 30        |
| 2001 | 49.489      | 3.118.865   | 1,6         | 51         | 51                 |                  | 0.970                  |                  |             | 099         | 30        |
| 2002 | 48.930      | 3.262.786   | 1,5         | 50         | 50                 |                  | 0.978                  |                  |             | 102         | 49        |
| 2003 | 49.528      | 3.343.077   | 1,5         | 52         | 52                 |                  | 0.952                  |                  |             | 103         | 49        |
| 2004 | 50.008      | 3.157.780   | 1,6         | 50         | 49                 | 1                | 1.000                  |                  | 1           | 107         | 74        |
| 2010 | 44.078      | 3.171.478   | 1,4         | 67         | 63                 | 3                | 0.667                  |                  | 3           | 94          | 75        |